# 马特恩协方差函数
马特恩协方差函数（英語：Matérn covariance function）是统计学中的一个协方差函数，其名称源于瑞典林业统计学家马特恩（Bertil Matérn）。该函数在空间统计学、地质统计学、机器学习、图像分析以及其他度量空间上的多变量统计分析中都有着广泛的应用。它常被用于定义两点测量值之间的协方差。由于该协方差只取决于两点间的距离，因而是平稳的。如使用欧几里得距离来定义距离，此时的马特恩协方差函数是各向同性的。

## 定义
马特恩协方差函数的定义为：
{\displaystyle C_{\nu }(d)=\sigma ^{2}{\frac {2^{1-\nu }}{\Gamma (\nu )}}{\Bigg (}{\sqrt {2\nu }}{\frac {d}{\rho }}{\Bigg )}^{\nu }K_{\nu }{\Bigg (}{\sqrt {2\nu }}{\frac {d}{\rho }}{\Bigg )}},
其中d为两点间距离，{\displaystyle \Gamma }为Γ函数，{\displaystyle K_{\nu }}为第二类贝塞尔函数，ρ与ν则为协方差的非负参数。
带马特恩协方差函数的高斯过程的样本轨道是{\displaystyle \lfloor \nu -1\rfloor }次可微的。